# Vijaya Gadde
Vijaya Gadde, née en 1974 à Hyderabad, est une juriste américaine. Elle était la responsable juridique, politique et confiance (Legal, Policy and Trust lead) de Twitter jusqu'au 27 octobre 2022, date à laquelle elle est licenciée.
En 2014, le magazine Fortune la nomme la femme la plus puissante du conseil d'administration de Twitter. 
En octobre 2020, Politico la qualifie de « dirigeant technologique le plus puissant ».

## Biographie
Avant de rejoindre Twitter en 2011, Vijaya Gadde a passé près d'une décennie à travailler au sein du cabinet d'avocats de la Silicon Valley Wilson Sonsini Goodrich & Rosati. Elle a également été directrice principale du service juridique de la société technologique Juniper Networks de la Silicon Valley. Pendant son séjour chez WSGR, Vijaya Gadde a travaillé sur l'acquisition  de McClatchy Co.-Knight Ridder Inc. pour un  montant de 4,1 milliards de dollars en 2006, et a agi en tant que conseil auprès du groupe de travail sur les procurations et du comité sur la gouvernance d'entreprise de la bourse de New York.
Elle a également annoncé l'embauche de chercheurs par Twitter pour étudier la santé du discours sur la plateforme. 
En 2018, Vijaya Gadde rejoint le PDG de Twitter, Jack Dorsey, pour des réunions en Inde où ils ont discuté avec plusieurs militants dalits de leurs expériences sur Twitter. Après la réunion, les militants ont donné à Dorsey une pancarte indiquant « Smash Brahminical Patriarchy », qu'il a ensuite photographiée. La photographie a suscité une controverse, certains critiques qualifiant ce sentiment de discriminatoire à l'égard des brahmanes tandis que d'autres l'ont jugé comme une réponse appropriée à l'oppression fondée sur la caste et le sexe en Inde. Gadde a répondu à la fureur des médias sociaux avec des excuses dans une série de tweets : « Je suis vraiment désolée pour cela. Cela ne reflète pas nos opinions. Nous avons pris une photo privée avec un cadeau qui vient de nous être offert - nous aurions dû être plus 'réfléchis'. Twitter s'efforce d'être une plate-forme impartiale pour tous. Nous n'avons pas réussi à le faire ici et nous devons faire mieux pour servir nos clients en Inde ». 
Elle a été l'une des principales responsables de Twitter impliquées dans les décisions de suspendre le compte de l'ancien président américain Donald Trump et d'interdire les publicités politiques,.
L'acquisition de Twitter par Elon Musk donne lieu à des critiques de la part du nouveau propriétaire envers ses cadres, dont Vijaya Gadde. Musk a critiqué notamment le blocage du partage du New York Post par Twitter. Il considère que « suspendre le compte Twitter d'une organisation de presse majeure, pour avoir publié un article véridique, était, évidemment, incroyablement inapproprié ».
Vijaya Gadde gagne environ 17 millions de dollars par an et est l'un des cadres les mieux rémunérés de la plateforme de microblogage. 
Le 27 octobre 2022, à la suite du rachat de Twitter par Elon Musk, elle est licenciée en même temps que Ned Segal, directeur financier, et Parag Agrawal, directeur général.